# NGC 6580
NGC 6580 este o galaxie situată în constelația Hercule. A fost descoperită în 7 august 1864 de către Albert Marth. Se află la o distanță de 80,13 de megaparseci de Pământ.